# Servicio Nacional de la Discapacidad
El Servicio Nacional de la Discapacidad (Senadis) es un servicio público chileno, funcionalmente descentralizado y territorialmente desconcentrado, con domicilio en la ciudad de Santiago, se relaciona con el presidente de la República por intermedio del Ministerio de Desarrollo Social y Familia (MDFS). Es el sucesor y continuador legal del Fondo Nacional de la Discapacidad (Fonadis) y tiene por finalidad promover la igualdad de oportunidades, inclusión social, participación y accesibilidad de las personas con discapacidad. Fue creado durante el primer gobierno de Michelle Bachelet mediante la ley n° 20.422, del 10 de febrero de 2010.

## Organización

### Dirección Nacional
La administración y dirección superior del organismo corresponden al director nacional, quien es el jefe máximo del servicio y tiene su representación judicial y extrajudicial. Sus funciones son las siguientes:
- Cumplir y hacer cumplir los acuerdos e instrucciones del Comité de Ministros.
- Informar periódicamente al Comité de Ministros acerca de la marcha del Servicio Nacional de la Discapacidad y del cumplimiento de sus acuerdos.
- Dirigir, organizar y administrar el Servicio, controlarlo y velar por el cumplimiento de sus objetivos.
- Dictar el Reglamento Interno del Personal a que se refieren los artículos 154 y siguientes del Código del Trabajo, así como toda otra norma necesaria para el buen funcionamiento del servicio.
- Nombrar a los funcionarios de su dependencia, asignarles funciones y resolver las sanciones administrativas que correspondan de conformidad con la ley.
- Adquirir, enajenar, gravar y administrar toda clase de bienes y celebrar cualquier acto o contrato en cumplimiento del objeto y funciones del Servicio.
- Encomendar a la subdirección, direcciones regionales y departamentos del Servicio Nacional de la Discapacidad, las funciones que estime necesarias.
- Representar judicial y extrajudicialmente al servicio.
- Servir como secretaría ejecutiva del Comité de Ministros.
- Presidir el Consejo Consultivo de la Discapacidad.
- Resolver los concursos de proyectos.
- En general, ejercer las demás facultades que sean necesarias para la buena marcha del servicio.

Dentro de las franquicias de la Ley 20.422 está el beneficio de importación de Vehículos Usados, equivalente al derecho de los residentes de zonas francas pero aplicado a todo el territorio nacional, con un descuento del 50% del arancel aduanero. 

### Subdirección Nacional
El subdirector nacional debe coordinar la gestión de las unidades del Servicio Nacional de la Discapacidad, de conformidad con las instrucciones impartidas por el director nacional.

### Direcciones regionales
En cada una de las 16 regiones del país existe una dirección regional —a cargo del respectivo director regional— encargada de llevar a cabo los planes y políticas del servicio en la región respectiva.

### Consejo Consultivo de la Discapacidad
El Consejo está encargado de hacer efectiva la participación y el diálogo social en el proceso de igualdad de oportunidades, inclusión social, participación y accesibilidad de las personas con discapacidad.
Las siguientes personas componen el Consejo Consultivo:
- El director nacional del servicio, quien lo preside.
- Cinco representantes de organizaciones de personas con discapacidad de carácter nacional que no persigan fines de lucro.
- Un representante del sector empresarial.
- Un representante de organizaciones de trabajadores.
- Dos representantes de instituciones privadas sin fines de lucro constituidas para atender a personas con discapacidad.

## Directores nacionales

### Directores nacionales del Fondo Nacional de la Discapacidad
| Titular                   | Partido | Inicio      | Final             | Presidente                 |
| ------------------------- | ------- | ----------- | ----------------- | -------------------------- |
| Carlos Kaiser             | Ind.    | 11 de marzo | noviembre de 2006 | Michelle Bachelet Jeria    |
| María Ximena Rivas Asenjo | Ind.    | 2010        |                   | Sebastián Piñera Echenique |

### Directores nacionales del Servicio Nacional de la Discapacidad
| Titular                            | Partido | Presidente                                                       | Inicio                 | Final                      |
| ---------------------------------- | ------- | ---------------------------------------------------------------- | ---------------------- | -------------------------- |
| María Ximena Rivas Asenjo          | Ind.    | 2010                                                             | 2014                   | Sebastián Piñera Echenique |
| Mauro Tamayo Rozas                 | IC      | 2014                                                             | 9 de julio de 2015     | Michelle Bachelet Jeria    |
| Daniel Javier Concha Gamboa        |         | 9 de julio de 2015                                               | 2018                   | Michelle Bachelet Jeria    |
| María Ximena Rivas Asenjo          | Ind.    | 26 de octubre de 2018                                            | 31 de octubre del 2020 | Sebastián Piñera Echenique |
| Francisco Subercaseaux Irarrázaval |         | Subrogante desde el 1 de noviembre de 2020 (31 de marzo de 2021) | Abril del 2022         | Sebastián Piñera Echenique |
| Daniel Concha Gamboa               |         | 7 de octubre de 2022                                             |                        | Gabriel Boric Font         |